# Wuling Zhengtu
 (juillet 2021).
Le Wuling Zhengtu est un pick-up de taille moyenne produit par SAIC-GM-Wuling Automobile sous la marque Wuling Motors depuis 2021.

## Aperçu

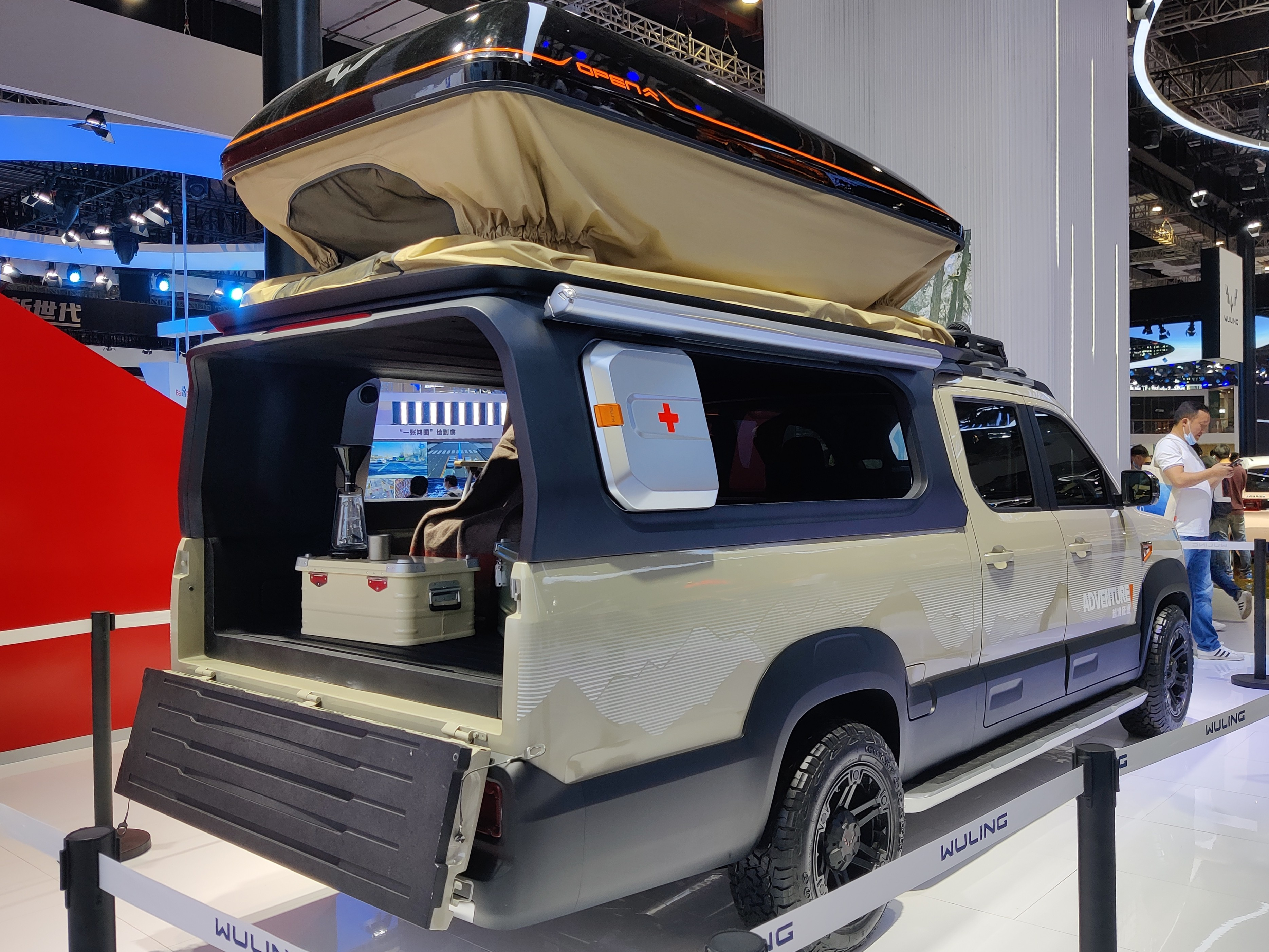
Arrière du Wuling Zhengtu

Les premières informations sur le grand pick-up pour cargaison ou pour passagers de Wuling sont apparues en septembre 2020, lorsque des photos de l'office chinois des brevets montrant l'extérieur complet de la voiture sont apparues sur Internet. Les premières photos et informations sur le véhicule ont été présentées en janvier 2021.
Le Zhengtu prend la forme d'un pick-up angulaire avec un empattement de plus de 3 mètres, qui a été dicté par la combinaison des caractéristiques personnelles d'un habitacle à quatre portes et quatre places combinées à un spacieux compartiment de transport de 2 mètres de long. Les côtés du compartiment de transport sont en métal léger et permettent le démontage des trois parois.
La présentation officielle du Zhengtu a eu lieu en mars 2021. Tout en mettant l'accent sur la fonctionnalité du véhicule de transport, Wuling a rendu l'habitacle similaire à ceux des modèles de tourismes du fabricant. Le tableau de bord est agrémenté d'un écran tactile de 8 pouces pour le système multimédia.
La gamme de groupes motopropulseurs était limitée au moteur essence quatre cylindres de 1,5 litre, typique des modèles Wuling, développant 99 ch en coopération avec une transmission manuelle à cinq vitesses.
Le Zhengtu a été construit en pensant au marché de la Chine continentale, où les ventes ont commencé juste après ses débuts en mars 2021. Le constructeur n'envisage pas d'exporter le pick-up vers des marchés étrangers. Le prix d'une unité en devise chinoise est l'équivalent de 9 000 USD.